# シームリア
シームリアまたはセイムリア(まれに セイムーリア、セイモウリア) (Seymouria) は古生代ペルム紀前期の約2億8,200万 - 約2億6,000万年前に現在の北アメリカ及びヨーロッパに生息していた両生綱 - 迷歯亜綱 - 炭竜目に属する絶滅種である。学名は発見地のテキサス州シーモア（Seymour）町にちなむ。

## 特徴
全長50cm程度。雄と思われる個体の頭骨には肥厚が見られ、繁殖期に儀礼的闘争を行ったのではないかとする説もある。この頭骨は側頭部に深く切れ込んだ耳切痕を持つ。顎の歯は迷歯亜綱特有の形態を示し、また口蓋部にも歯が生えているなど両生類的な形態を示す。しかし、椎骨は側椎心を主体として形成されており、神経弓が発達している。また肩帯は間鎖骨に両生類には無い茎状部が形成され、腰帯では仙椎が二個に増加していた。四肢は長く筋肉の付着部が発達し、指式は爬虫類型となるなど、初期爬虫類と共通する特徴を示す。両生類と爬虫類の中間形の生物であり、かつては両者を繋ぐミッシングリンクと言われていたが、最初期の爬虫類はすでに石炭紀に出現しており、直接の先祖というわけではない。
皮膚に鱗があったかあるいは粘膜に覆われていたのか、また有羊膜卵を産んでいたのか水生の幼生期を送っていたのかは、直接的な記録が発見されていないため定かではない。しかし、生息地はかつて半乾燥の地域であったと推定され、また四肢の比率などからも炭竜目中最も陸生傾向が強かったと見られている。またシームリアの尾椎には血道棘の生え方に性的二形が現れており、雌と思われる個体は大きな有羊膜卵を産む事も可能であったと指摘されている。ただし、シームリアではまだ幼生の化石は確認されていないが、近縁とされるディスコサウリスクスは幼生の時には鰓を持っていたことが確認されている。おそらく成体は水際からはなれた場所で活動し小型両生類や昆虫などを捕食していたと推定される。しかし幼生は水中で過し、無脊椎動物などを食べていたであろう。

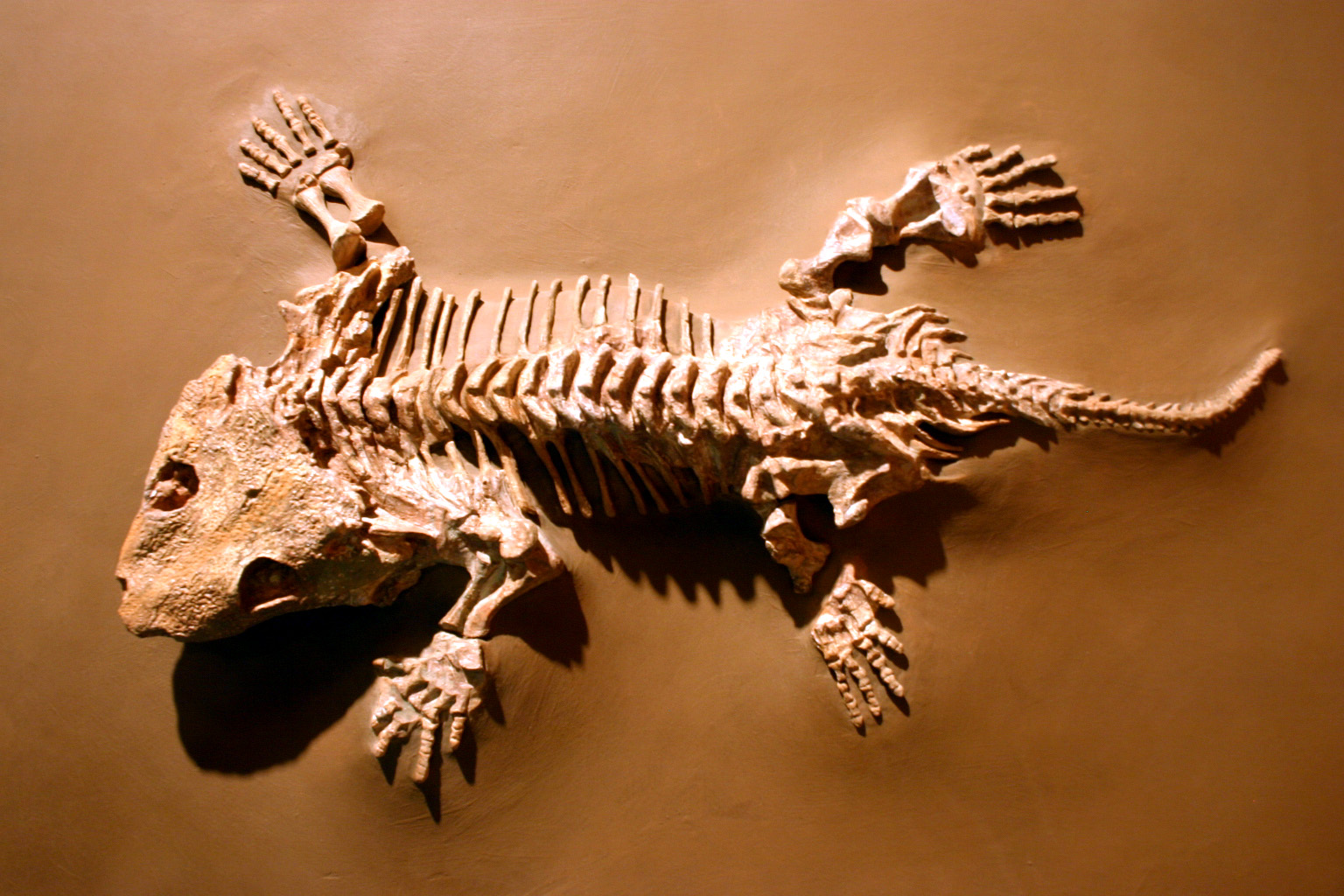
シームリア骨格。アメリカ 国立自然史博物館蔵。
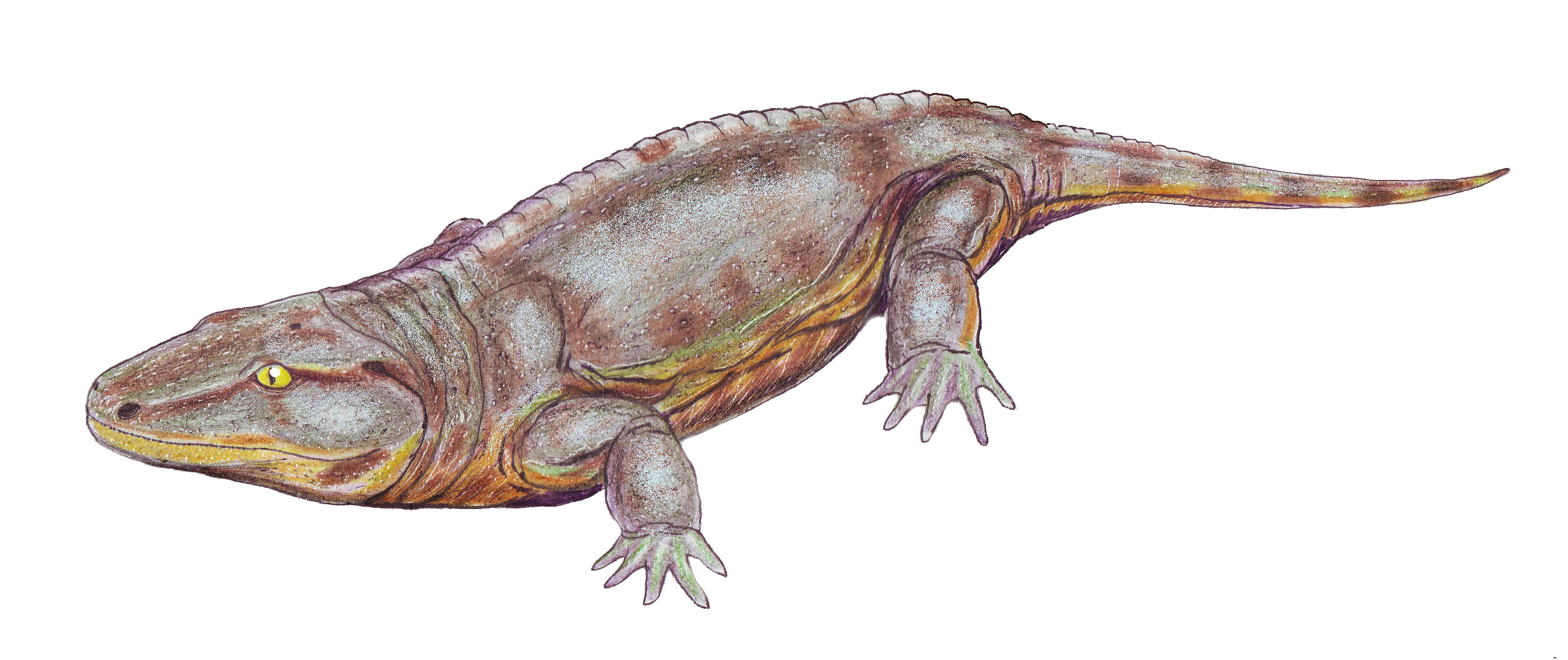
S. baylorensis
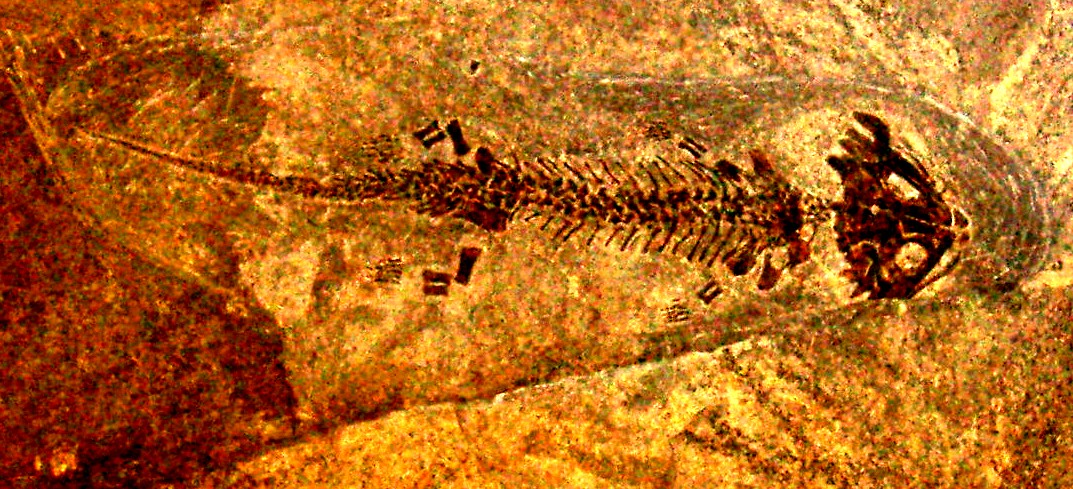
近縁種ディスコサウリスクス（英語版）。